# Visage (album de Visage)
Pour les articles homonymes, voir Visage (homonymie).
Albums de Visage
The Anvil
(1982)
Singles
1. Tar
Sortie : 7 septembre 1979
2. Fade to Grey
Sortie : 10 novembre 1980
3. Mind of a Toy
Sortie : 2 mars 1981
4. Visage
Sortie : 29 juin 1981

Visage est le premier album du groupe britannique new wave Visage, sorti le 10 novembre 1980.
Il contient la chanson Fade to Grey qui connaît un très grand succès et fait connaître le groupe à l'échelle mondiale. Visage est considéré comme un pionnier de la musique new wave/synthpop et plus particulièrement du mouvement Nouveaux Romantiques (New Romantics),,.
Selon Dan LeRoy, dans sa critique sur AllMusic, cet album est celui qui représente le mieux ce mouvement.

## Liste des titres
Tous les titres sont écrits et composés par Billy Currie, Rusty Egan, Dave Formula, John McGeoch, Steve Strange et Midge Ure sauf mentions.
Édition originale vinyle
| 1. | Visage                    |                                                                     | 3:53 |
| 2. | Blocks on Blocks          |                                                                     | 4:00 |
| 3. | The Dancer (instrumental) | - Egan - Ure                                                        | 3:40 |
| 4. | Tar                       | - Barry Adamson - Currie - Egan - Formula - McGeoch - Strange - Ure | 3:32 |
| 5. | Fade to Grey              | - Currie - Chris Payne - Ure                                        | 4:02 |

| 6.  | Malpaso Man                     | 4:14 |
| 7.  | Mind of a Toy                   | 4:28 |
| 8.  | Moon Over Moscow (instrumental) | 4:00 |
| 9.  | Visa-age                        | 4:20 |
| 10. | The Steps (instrumental)        | 3:14 |

Titres bonus de la réédition CD de 2018
| No  | Titre                       | Durée |
| --- | --------------------------- | ----- |
| 11. | We Move                     | 4:00  |
| 12. | Fade to Grey (Dance Mix)    | 6:43  |
| 13. | Mind of a Toy (Dance Mix)   | 5:15  |
| 14. | Visage (Dance Mix)          | 6:03  |
| 15. | We Move (Dance Mix)         | 6:29  |
| 16. | Frequency 7 (Dance Mix)     | 5:03  |
| 17. | Second Steps (instrumental) | 5:27  |

- Note : une première réédition CD en 1997 comportait comme seul titre bonus la version Dance Mix de Fade to Grey[8].

## Musiciens
- Steve Strange : chant
- Midge Ure : guitare, chœurs, synthétiseur
- John McGeoch : guitare, chœurs, saxophone
- Dave Formula : synthétiseur
- Billy Currie : violon électrique, synthétiseur
- Rusty Egan : batterie, chœurs, percussions électroniques
- Barry Adamson : basse sur les titres 1, 2 et 4

Musiciens additionnels sur le titre Fade to Grey
- Chris Payne : synthétiseur
- Cedric Sharpley : batterie, programmations batterie électronique
- Brigitte Arens : voix

## Classements hebdomadaires
| Classement (1981)             | Meilleure place |
| ----------------------------- | --------------- |
| Allemagne (Media Control AG)  | 1               |
| Australie (Kent Music Report) | 17              |
| Autriche (Ö3 Austria Top 40)  | 11              |
| États-Unis (Billboard 200)    | 178             |
| France (SNEP)                 | 2               |
| Nouvelle-Zélande (RIANZ)      | 14              |
| Royaume-Uni (UK Albums Chart) | 13              |
| Suède (Sverigetopplistan)     | 22              |

## Certifications
| Pays              | Certification | Unités certifiées |
| ----------------- | ------------- | ----------------- |
| Allemagne (BVMI)  | Or            | 250 000           |
| France (SNEP)     | Or            | 100 000           |
| Royaume-Uni (BPI) | Argent        | 60 000            |

## Singles
Quatre singles sont issus de l'album :
- Tar, qui est le premier single de Visage, est sorti plus d'un an avant l'album, le 7 septembre 1979, avec le titre Frequency 7 en face B. Ce single n'a pas eu les honneurs des hit-parades.
- Fade to Grey (avec l'instrumental The Steps en face B) est sorti en même temps que l'album le 10 novembre 1980. C'est un succès international, classé notamment numéro 1 en Allemagne et en Suisse[20],[21].
- Mind of a Toy (avec We Move en face B) est sorti le 2 mars 1981. Il s'est classé 10e en Allemagne, 13e au Royaume-Uni, 42e aux Pays-Bas[22],[21],[23].
- Visage (et l'instrumental Second Steps en face B) est sorti le 29 juin 1981. Il s'est classé 21e au Royaume-Uni et 41e en Allemagne[21],[24].

- Note : les dates de sorties sont celles indiquées au verso de la pochette de la compilation Fade to Grey (The Singles Collection) sorti en 1983[25].